# 宇宙空母ギャラクティカ
『宇宙空母ギャラクティカ』（うちゅうくうぼギャラクティカ、Battlestar Galactica）は、米国のSFテレビドラマシリーズおよび派生作品のことである。本作品群は「1978年に放送開始したTVシリーズとその派生作品」と、「2004年に放送開始したリブートシリーズとその派生作品」とに大別される。
本ページは1978年版のみを扱う。2004年版については「GALACTICA/ギャラクティカ」を参照。

## 概要
映画『スター・ウォーズ』の成功により、アメリカのABCネットワークが制作を決断した大作SFテレビドラマ。ユニバーサル映画が製作し、特撮スタッフには『スター・ウォーズ』のジョン・ダイクストラが招かれた。
作品の生みの親は、のちにヒットドラマ『ナイトライダー』を生み出したグレン・A・ラーソンで、『ナイトライダー』と同じく、彼はメインテーマ曲の作曲にも参加している。
パイロット版は3時間枠で放映され、途中ジミー・カーター大統領によるイラン問題への緊急放送で中断させられたにもかかわらず高視聴率だった。これをTV放映時よりも少し短く再編集した映画版も製作され、ビスタビジョン・サイズにトリミングしたうえで「センサラウンド音響」を付けて劇場公開された。映画版では、途中にバルターが処刑される場面が追加され、終盤のバルターのシーンが削除されている。これはCICビクター・ビデオ版で確認できる。映画版だけ観ると、バルターは死んでしまった事になるが、TVシリーズでは生き続けている。この結果、同じくTVシリーズのエピソードを再編集した映画版の第2作『サイロン・アタック』ではバルターは何の説明もなく復活しており、第1作にいなかった副官のルシファーも登場している。
なお、オンエア開始前にこのドラマの内容を把握した『スター・ウォーズ』の製作会社である20世紀フォックスが、ユニバーサル社を相手に、「この作品は剽窃だ」と訴えた。だが、裁判所は「この作品が著作権を侵しているとすると、『スター・ウォーズ』の著作権を侵している映画が数百本になる」として、訴えをしりぞけた。
本作のセットや特撮映像を流用したTVシリーズ『25世紀の宇宙戦士キャプテン・ロジャース』がNBCにより制作された。日本ではパイロット版が『スペース・レイダース』のタイトルで1982年1月27日の水曜ロードショーで放映されている。

## 日本における放送
1979年1月27日、パイロット版の映画版がユニバーサル・CIC配給で劇場公開された。1981年1月28日「水曜ロードショー」でパイロット版・日本語題『宇宙空母ギャラクチカ 人類対悪の帝王サイロン！特撮大スターウォーズ』が日本テレビ系で放映された。その際、映画版の日本語題『宇宙空母ギャラクティカ』では新聞のテレビ欄に1行で収まらないからという理由で、1字少ない日本語題に変更されている。上記の映画版でバルターが処刑された問題について、日本での放送では処刑のシーンをカットし、パイロット版の通りにラストのバルター登場シーンを復刻させた事でシリーズ放映への矛盾を解消している。
シリーズ各話は日本で再編集され、元は20話以上あった話が、パイロット版も含め10話しか放映されていない。音楽も差し替えられたため、日本語版制作スタッフの役職名には「選曲」が存在する。放映当時は「ネイティブ・アメリカンの襲撃を受けながら旅を続ける幌馬車隊」という西部劇をスタッフはイメージして制作されたと紹介されていた。岸川靖によれば日本テレビ放映版はより年少の視聴者にアピールすべく、毎回戦闘シーンが加えられた編集が行われていた。最終回、オリジナル版でギャラクティカが戦うのはセンチュリオンが指揮する単なる色違いのベーススターだが、日本テレビ放映版では日本語題のとおり、サイロン総統が乗ったベーススターに改変されている。またメインタイトルのロゴタイプなどもオリジナル放送版と差異が見られる。
日本テレビでの放送は、1981年2月1日から日本テレビ系列で日曜20時からレギュラー放送された。
映画版第2作『サイロン・アタック』が日本テレビ系の映画番組枠で放送された際には、ラストシーンになるアダムとアポロ、スターバックの会話が極端に短縮され、なぜか中盤のアポロとスターバックのカットを流用してシーンを作り直し、会話も「ケインはどうなった？」「またまた行き先も言わないで宇宙の彼方に旅立ちました」「何処にいようとケインは、惑星連合の偉大なる英雄だ」と原型と異なるやり取りで半ば強引に締めくくられている。このため、元の映画ではケイン艦長の宇宙空母ペガサスが飛び去ったのか、それともサイロンと相討ちになり消滅してしまったのか、余韻を残していたところが、単に飛び去っただけという解釈に変えられている。

## 著作権問題の経緯
グレン・A・ラーソンは1969年、終了した『スタートレック（宇宙大作戦）』の後継テレビシリーズとして『Adam's Ark』という作品の企画書を作成する。これは人類の祖先が数万光年の彼方に存在し、遥かなる地球を目指すという、旧約聖書の『出エジプト記』を基にしたストーリーだった。1977年、20世紀フォックスの『スター・ウォーズ』が大ヒットすると、ユニヴァーサルがテレビドラマ版SF戦争物の企画を募集し始めた。ラーソンは早速『Adam's Ark』を『Star Worlds』と改題、冒頭に日本軍の真珠湾攻撃にヒントを得た戦闘シーンを加えて派手な第1話とし、以後を人類の生き残りによる宇宙探検という形に物語を整理し、企画書を提出した。
ラーソンは『スタートレック』の創始者ジーン・ロッデンベリーと『スター・ウォーズ』の監督ジョージ・ルーカスのやり方を徹底的に模倣し、『スター・ウォーズ』同様、事前にノベライゼーションを出版する手法をとった。この時点ではサイロンは機械人間ではなくヒューマノイドの知的生命体であり、小説版もそのように書かれている。
ユニヴァーサルは視覚効果について『スター・ウォーズ』に匹敵するレベルを目指すため、同作品でアカデミー賞を受賞したジョン・ダイクストラを抜擢した。しかし、ダイクストラは『スター・ウォーズ』の製作中からジョージ・ルーカスと、スケジューリングやVFXの完成度をめぐって対立していたうえ、ルーカスが『スター・ウォーズ』用に自費で立ち上げた特撮工房ILMのダイクストラ・フレックス（モーションコントロール・カメラシステムの元祖）をダイクストラが以後の仕事に流用するなどしたため、ルーカス側との間に緊張関係が生じていた。ルーカスが『アメリカン・グラフィティ』の扱いをめぐりユニヴァーサルと袂を分かっていた事も事態をややこしくした。
フォックスとユニヴァーサルは水面下で協議し『Star Worlds』のタイトルを取り下げることで合意に至った。こうして『宇宙空母ギャラクティカ』として3時間のパイロット版が完成し、ラーソンは試写を開きルーカスを招いた。ルーカスが何も言わなかったため、ラーソンはマスコミに「ルーカスも満足していた」と発表したが、ルーカスはこれに激怒、「決して認めたものではない」と発言した。フォックスは『スター・ウォーズ』の続編『帝国の逆襲』の配給権を失う事を恐れ、以前のユニヴァーサルとの約束を反故にしルーカスの意見に全面的に賛成して、著作権侵害でユニヴァーサルを訴えた。これにユニヴァーサルも反訴し、知的財産まで範囲を拡大し訴訟合戦が始まった。『ギャラクティカ』の玩具で子供が死亡する事故が起きた時、ルーカスは「自分の作品だと誤解した視聴者から苦情が寄せられた」と公表した。
その後、フォックスの訴えは退けられた。訴訟の結果を受けて著作権問題自体は解決し、2004年版「GALACTICA/ギャラクティカ」製作につながった。

## ストーリー
12の惑星から成る植民地に住む、地球人ではない別の人類（吹替版では「12惑星連合」と呼称）。彼らは1,000ヤーレン（＝1,000年）もの間、機械生命体「サイロン」との戦争を続けていた。
しかし、遂に和平交渉会談実現の運びとなり、各植民星の代表は、艦隊旗艦である宇宙空母「アトランティア」に集結する。だが、それはサイロンの罠だった。サイロンは総攻撃を開始、「アトランティア」は撃沈され、アダマ司令官率いる宇宙空母「ギャラクティカ」の母星・カプリカはじめ、各植民星は絶滅の危機に瀕する。
唯一生き残った宇宙空母「ギャラクティカ」は、民間の残存宇宙船と共に220隻の艦隊を組み、生存者を乗せ、植民星の宙域を飛び出し、自分たちと祖先を同じくする人々が住む13番目の星、伝説の惑星「地球」をめざす。

## スタッフ
- 創作・制作総指揮：グレン・A・ラーソン
- スーパーヴァイジングプロデューサー：ドナルド・P・ベリサリオ
- 脚本：ドナルド・P・ベリサリオ/他
- 監督：クリスチャン・I・ニービー・ジュニア
- プロデューサー：ドナルド・P・ベリサリオ、デイヴィッド・J・オコネル、ジョン・ダイクストラ、マイケル・スローン
- アソシエイトプロデューサー：デイヴィッド・G・フィニー、ゲイリー・B・ウィンター
- 音楽
  - 作曲：スチュー・フィリップス(テーマ曲のみグレン・A・ラーソンとの共作)
  - 指揮：スチュー・フィリップス
  - 演奏：ザ・ロサンジェルス・フィルハーモニック・オーケストラ
- 撮影：ベン・コルマン、H・ジョン・ペナー、エンツォ・A・マルティネッリ
- 編集：レオン・オーティズ＝ジル、マイケル・バーマン、ジョージ・ポッター、デイヴィッド・ハウ、ジョン・J・デュマス、ジョン・F・シュリーヤー、ジョン・エリアス
- キャスティング：パティ・ヘイズ、マーク・マリス
- アートディレクション：ポール・ピーターズ、リチャード・D・ジェイムズ、ウィリアム・L・カムデン、メアリー・ドッドソン、ジェイムズ・J・ムラカミ
- セット装飾：ローウェル・チェンバーズ、サム・グロス
- 衣装デザイン：ジャン・ピエール・ドール□ック
- キー・メイクアップ・アーティスト：スコット・H・エドー
- ユニット・プロダクション・マネージャー：ハーカー・ウェイド、ロウ・ウォーラースタイン
- 特殊効果
  - 特殊効果・特殊効果スーパーヴァイザー：ジョン・ダイクストラ
  - ミニチュア撮影監督：リチャード・エドランド
- 視覚効果
  - 視覚効果スーパーヴァイザー：ジョン・ダイクストラ
  - 特殊視覚効果コーディネイター：C・コリー・M・マッカラム＝アブドゥー

- DVD-BOX日本版の字幕翻訳：田中武人、杉山緑、伊藤美穂、春山陽子、高橋有紀、小泉真祐、岩橋悟志、小笠原雅美、熊倉彩子

## キャスト
- アポロ大尉：リチャード・ハッチ（声：佐々木功）
- スターバック中尉：ダーク・ベネディクト（声：富山敬）
- アダマ司令官：ローン・グリーン（声：北原義郎）
- アシーナ（吹替版ではアセナ、アポロの妹）：マレン・ジェンセン（声：幸田直子）
- カシオピア（吹替版ではカシオペア）：ローレット・スパング（声：有馬瑞子）
- ブーマー中尉：ハーバート・ジェファーソン・ジュニア（声：緒方賢一）
- タイ大佐：テリー・カーター（声：森川公也）
- ドクター・サリク：ジョージ・マードック（声：塩見竜介）
- シーバ（吹替版ではシェバ）：アン・ロックハート（声：山田栄子）
- バルター伯爵（人類をサイロンに売った男 バルター）：ジョン・コリコス（声：細井重之）
- ジョリー軍曹：トニー・シュワルツ
- ボクシー：ノア・ハザウェイ
- セリナ：ジェイン・シーモア
- オメガ：デイヴィッド・グリーナン
- サイロン総統：（声：家弓家正）
- ルシファー：フェリックス・シラ、ジョナサン・ハリス（声：村越伊知郎）
- ケイン司令官：ロイド・ブリッジス
- ボージェイ中尉：ジャック・スタウファー
- ブリー中尉：ジャネット・ジュリアン
- クロフト：ロイ・シネス
- ボーラ：ロバート・フィーロ
- セイン：ジェイムズ・オルソン
- ライター指揮官：ロイド・ボックナー
- オープニングナレーション（原語版）：パトリック・マクニー
- 吹替版ナレーター：若山弦蔵
- 吹替版次回予告ナレーター：富山敬

## 日本語吹替版スタッフ
- 日本語版制作：東北新社
- 演出：小柳剛
- 翻訳：岩佐幸子
- 調整：横路正信
- 効果：フィズサウンド・クリエーション
- 選曲：東上別府精
- 制作：小林昴(NTV)

## 吹替版放映リスト
日本での初放映時は「宇宙空母ギャラクチカ」と表記された。
宇宙空母ギャラクチカ
1. サイロン帝国の逆襲
2. 悪魔の新兵器・サイロン軍団総攻撃
3. 氷の惑星!アルクタの要塞
4. スペースコンバット!妖星プロテウスの反乱
5. 銀河伝説・惑星コボルの秘密
6. バイオレンスウォーズ・サイロン基地大爆破
7. サイロンアタック!惑星イクアレスの決闘
8. クリスタル・スター!神々の戦い
9. SOSセレストラ号!銀河戦士の反乱
10. 最後の決戦！ギャラクチカ対総統母艦

「銀河伝説・惑星コボルの秘密」や「クリスタル・スター!神々の戦い」は2話を1話に再編集。
宇宙空母ギャラクチカ サイロン・アタック（映画版）
ペガサス登場編の2話と「サイロン帝国の逆襲」を中心に編集。
1983年12月21日、水曜ロードショーで「特撮宇宙大戦争　宇宙空母ギャラクチカ サイロン・アタック」として放映された際、一部吹替キャストが変更された。変更された主なキャストは以下の通り。
- ケイン司令官（声：納谷悟郎）
- シェバ（声：戸田恵子）
- サイロン総統（声：仁内達之）
- ルシファー（声：滝口順平）
- 吹替版ナレーター：千葉耕市

## DVD版エピソード・リスト
字幕スーパー版によりオリジナルそのままの姿で2003年11月にDVD化された。これが日本で初めての全話公開となる。その後、2008年1月からスカパー!のスーパー!ドラマTVにて、ほぼこの形で放映されている。
1. ギャラクティカ発進!人類滅亡の危機を救え（パイロット版）
2. 銀河伝説!惑星コボルの秘密 Part 1
3. 銀河伝説!惑星コボルの秘密 Part 2
4. サイロン・アタック 惑星イクアレスの決闘
5. スペース・コンバット!妖星プロテウスの反乱
6. 悪魔の新兵器!サイロン軍団総攻撃
7. 氷の惑星アルクタの要塞
8. 荒野の大砂塵!ボーレイとの死闘
9. バイオレンス・ウォーズ!サイロン基地大爆破
10. 対決!空母ペガサス決死の大作戦 Part 1
11. 対決!空母ペガサス決死の大作戦 Part 2
12. サイロン帝国の逆襲
13. クリスタル・スター!神々の戦い Part 1
14. クリスタル・スター!神々の戦い Part 2
15. 宇宙の侍ノーマン 対 9つの顔を持つ男
16. スターバックを救え!名探偵アポロ登場
17. 超時空バトル!遠来の兄弟たち
18. バルターの再反乱!奪われたシャトルを救え
19. アポロ危うし!惑星テラへの潜入作戦
20. SOSセレストラ号!銀河戦士の反乱
21. 最後の決戦!ギャラクティカ対総統母艦

## 映像商品
1980年代にCIC・ビクター（現・ユニバーサル・ピクチャーズ・ジャパン）より、パイロット版の映画版『宇宙空母ギャラクティカ』、シリーズ中の3エピソードを再編集して映画にした『宇宙空母ギャラクティカ サイロン・アタック』、続編シリーズの総集編『新・宇宙空母ギャラクティカ 地球征服』の3作がビデオソフトとレーザーディスクで発売された。字幕スーパー版のみ。
2003年11月27日、ユニバーサル・ピクチャーズ・ジャパンより、パイロット版及びシリーズ全話を収めた『宇宙空母ギャラクティカ DVDコンプリートBOX』が発売された。品番：UUSD-70021、JANコード：4560128829175、ディスク6枚組、音声は英語のみ(5.1ch)、税込定価15,540円。
2025年現在では、テレビ版はユニバーサルによる「宇宙空母ギャラクティカコンプリート バリューパック」DVD版のみが日本国内で入手できるパッケージである。
2013年11月27日、NBCユニバーサル・エンターテイメントジャパンより、パイロット版の映画版『宇宙空母ギャラクティカ』のBlu-ray Discが発売された。品番：GNXF-1466、JANコード：4988102191504、音声は英語と日本語吹替を収録。日本語吹替はソフト用に新録されたものが収録されている。
- アポロ大尉（声：井上和彦）
- スターバック中尉（声：松本保典）
- アダマ司令官（声：坂口芳貞）
- アテナ（声：田中敦子）
- ユリ卿（声：樋浦勉）
- ブーマー中尉（声：山野井仁）
- セリナ（声：櫻井智）
- タイ大佐（声：西凜太朗）
- カシオペア（声：中原麻衣）
- アダー大統領（声：こねり翔）

## 音楽商品
- 1980年、日本ビクターより『宇宙空母ギャラクチカ』のオリジナル・サウンドトラック盤として、パイロット版の音楽を収めたLPレコード国内盤が発売された。
- ドイツのレコード会社より、初めてオリジナル・サウンドトラック盤CDが発売された。収録内容は上記LPレコードと同じ、パイロット版の音楽集。
- 1999年6月29日、アメリカのヴァレーズ・サラバンド・レコーズより、上記と同内容のパイロット版のオリジナル・サウンドトラック盤CDが発売された。
- 2003年11月18日、放映25周年を記念して、アメリカのゲフィン・レコーズより、上記パイロット版の音楽集＋ボーナストラックとしてテーマ曲のディスコヴァージョンを収録したオリジナル・サウンドトラック盤CDが発売された。品番：B0001562-02、バーコード：602498611807。
- アメリカのスーパー・トラックスより、シリーズ全体の音楽集＋続編“Galactica 1980”の音楽も収めた、CD4枚組のオリジナル・サウンドトラック盤(プロモ盤)が発売された。品番：(初版)SPCD 01-04、(再版)SPCD01020304。

## 派生作品
1980年に、続編シリーズ『Galactica 1980』全10話が製作・放映された。日本では総集編（原題：Conquest of the Earth）のみが日本語題『新宇宙空母ギャラクティカ 地球征服』としてCIC・ビクターよりビデオソフトおよびレーザーディスクで発売された。1-3,7,8話をベースにした編集で、ギャラクティカを離反したザビエルやタイムワープ、船団の子供たちを地球に定住させるプロジェクトのくだりや円盤形新型宇宙船、ピスパニック差別はカットされている。また重力の高い惑星に育った者が、地球人以上の身体能力を発揮する描写も少ない。
2008年8月から、CS放送のスーパー!ドラマTVにて、『新宇宙空母ギャラクティカ』として国内初の全話放送を実施した。字幕版での放送となっている。1,2話のメインタイトルは『Galactica 1980』だが、3話以降は『Battlestar Galactica』となっている。ただしロゴタイプは旧作とは違い、『Galactica 1980』と同様。
ヒューマノイド型サイロンは本作が初出。別世界から来た存在が地球の社会習慣に無知なためにトラブルを起こしたり、様々な問題（本作では環境問題に考慮しない悪徳企業など）を魔法じみた能力で解決してゆく、といったシチュエーション・コメディの要素が本作では加わった。
宇宙空間でのギャラクティカや船団の航行シーン、戦闘機の発進やドッグファイトに至るまで、ミニチュアによる特殊効果カットは旧作の使い回しである。第1話にサイロンが地球攻撃する仮想映像が登場するが、これも制作元のユニヴァーサルが権利を持つ映画『大地震』の災害シーンに、強引にサイロン戦闘機とレーザー光線を合成しただけのものだった。
パイロット版として連作だった第1話からと3話までと、第4話以降ではドクター・ズィー（国内版DVD字幕ではジーと記載）の俳優が異なる。交代後のパトリック・スチュアートは、『新スタートレック』のピカード艦長で知られるパトリック・スチュワートとは別人。

### スタッフ
- 製作総指揮・脚本：グレン・A・ラーソン
- 監督：ヴィンス・エドワーズ、シドニー・ヘイヤーズ、シグムンド・ニューフェルド・ジュニア
- スーパーヴァイジング・プロデューサー：デイヴィッド・J・オコネル
- プロデューサー：ジェフ・フリーリッチ、ベン・カディッシュ、フランク・ルポ、ゲイリー・ウィンター、ディーン・ザネトス
- 音楽：スチュー・フィリップス、ジョン・アンドリュー・タータグリア

### キャスト
- トロイ大尉（前作から20年後のボクシー）：ケント・マッコード
- ディロン中尉：バリー・ヴァン・ダイク
- ジェイミー・ハミルトン：ロビン・ダグラス
- ドクター・ズィー：ジェイムズ・パトリック・スチュアート
- ブルックス：フレッド・ホリデイ
- アダマ司令官：ローン・グリーン
- ブーマー：ハーバート・ジェファーソン・ジュニア

### 映像商品
1980年代にCIC・ビクターよりビデオソフト及びレーザーディスクが発売された（字幕スーパー版）。
アメリカでは2007年12月26日、全話収録のDVD-BOXが発売された。

### 音楽商品
- 前作シリーズの音楽と一緒に収録された、CD4枚組のオリジナル・サウンドトラック盤が発売されている。